# Sigismond de Luxembourg
 (novembre 2020).
Si vous disposez d'ouvrages ou d'articles de référence ou si vous connaissez des sites web de qualité traitant du thème abordé ici, merci de compléter l'article en donnant les références utiles à sa vérifiabilité et en les liant à la section « Notes et références ».
Sigismond de Luxembourg (en allemand : Sigismund ou Siegmund ; en tchèque : Zikmund Lucemburský ; en hongrois : Luxemburgi Zsigmond), né le 14 février 1368 à Nuremberg et mort le 9 décembre 1437 à Znaïm, est le fils cadet de l'empereur Charles IV de la maison de Luxembourg, roi de Bohême, et de sa quatrième épouse, Élisabeth de Poméranie.
Il devient margrave de Brandebourg en 1378, après la mort de son père, roi de Hongrie en 1387 par mariage avec la reine Marie Ire ; il est élu roi des Romains en 1411 (mais couronné empereur seulement le 31 mai 1433). Succédant à son frère aîné Venceslas, il devient roi de Bohême et duc de Luxembourg en 1419.
Son règne en Hongrie est marqué par la défaite de Nicopolis face aux Turcs ottomans (1396), par la rébellion des Croates et par l'opposition de la maison d'Anjou à son maintien sur le trône.
Son règne en Bohême est marqué par les croisades contre les hussites, durant les quinze dernières années de sa vie.
Dernier représentant en ligne masculine de la maison de Luxembourg, il est le dernier Luxembourg à occuper le trône impérial, après Henri VII, Charles IV et Venceslas. Son règne à la tête de l'Empire est marqué par la tenue du concile de Constance (1414–1418), qui met fin au grand schisme d'Occident commencé en 1378.
En 1415, il cède la marche de Brandebourg au burgrave Frédéric de Nuremberg, de la maison de Hohenzollern, lui vendant de surcroît la dignité de prince-électeur, première étape de l'ascension des Hohenzollern dans l'Empire.
En 1437, il a pour successeur en Bohême et en Hongrie son gendre, Albert d'Autriche, qui va aussi être élu roi des Romains. Il accroit ainsi le pouvoir de la maison de Habsbourg.

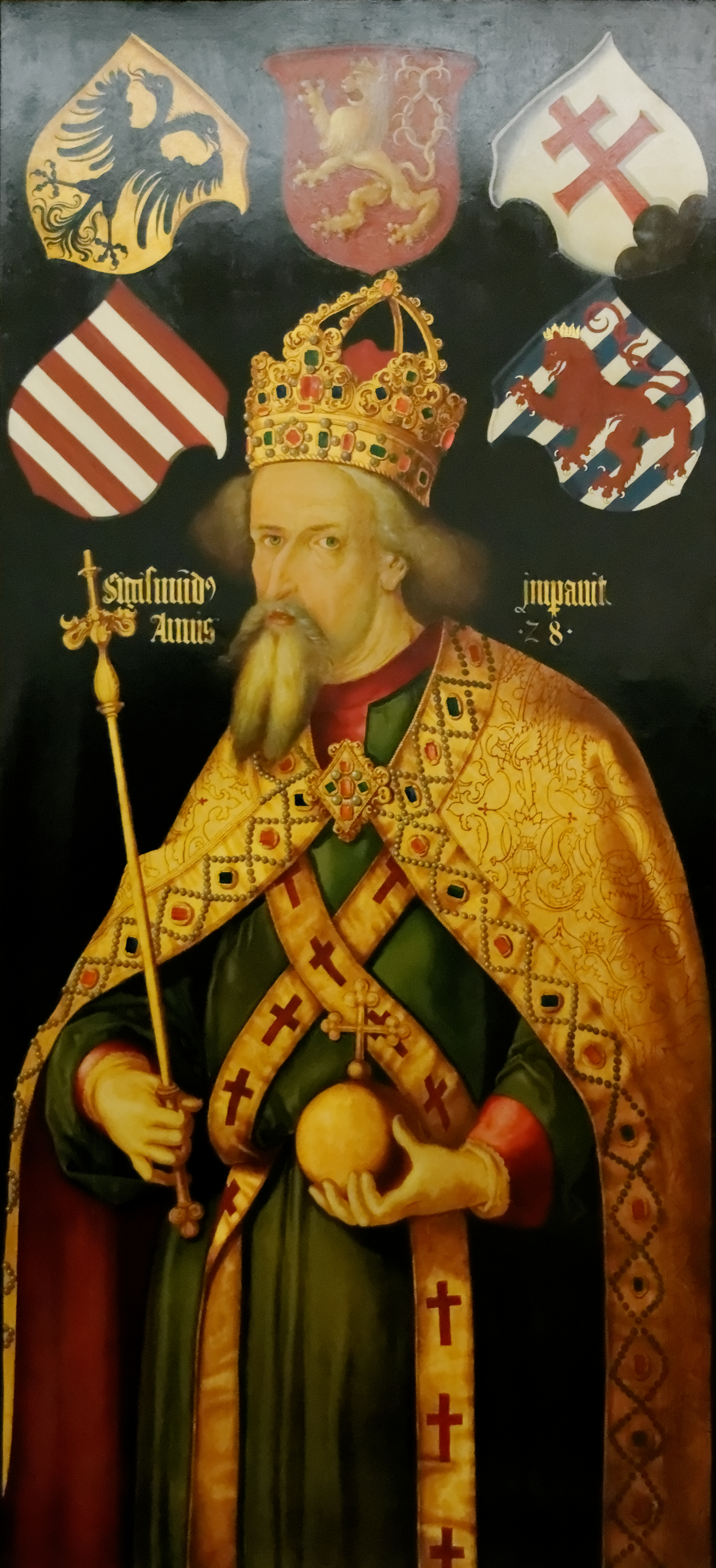
Sigismond de Luxembourg, empereur des Romains, roi de Bohême et de Hongrie, représenté dans un tableau d'Albrecht Dürer (vers 1509-1516).

## Biographie

### Origines familiales et formation
Il est le fils cadet de l'empereur Charles IV (1316-1378), fils du duc Jean de Luxembourg (1296-1346), aussi roi de Bohême, mort sur le champ de bataille de Crécy.
Sa mère, Élisabeth de Poméranie (1347-1393), est la fille du duc de Poméranie Bogusław V et d'une princesse polonaise, Élisabeth (?-1361), fille du roi Casimir III (1310-1370). En 1348 (sous le règne de Charles IV), le duché de Poméranie est devenu un fief vassal immédiat de l'empereur au détriment du suzerain traditionnel, le margrave de Brandebourg.
Avant Sigismond, Charles de Luxembourg a eu un fils de sa troisième épouse Anne de Schweidnitz, Venceslas (1361-1419), héritier présomptif du duché de Luxembourg et du royaume de Bohême.
En ce qui concerne sa formation, Sigismond est connu comme ayant une éducation assez poussée : il connaît plusieurs langues, notamment l'allemand, le latin, l'italien et le français. Contrairement à son père, il aime les exercices des tournois.

### Margrave de Brandebourg (1378-1388)
Il devient margrave de Brandebourg en 1378, après la mort de son père et l'avènement de Venceslas, roi de Bohême et roi des Romains depuis 1376.
En 1388, il mit en gage la marche de Brandebourg à son cousin le margrave Jobst de Moravie pour couvrir les coûts de la campagne en Hongrie. Jobst fut officiellement inféodé avec le Brandebourg en 1397 et Sigismond la recouvrit à la mort de Jobst en 1411, avant de la céder au burgrave Frédéric VI de Nuremberg de la maison de Hohenzollern en 1415.

### Roi de Hongrie (1386-1437)

#### Mariage avec Marie de Hongrie (1385)
Dès les années 1370, le roi Louis Ier de Hongrie a promis à l'empereur de marier sa fille Marie (1371-1395) à Sigismond.
La mariage a lieu en octobre 1385 à Buda (la ville haute de Budapest).
Mais il y a un prétendant au trône, Charles III de Naples (1345-1386). Ce n'est qu'après l'assassinat de celui-ci par Élisabeth de Bosnie que Sigismond peut devenir roi de Hongrie. Il est couronné à Székesfehérvár (Albe Royale) (31 mars 1387)

#### La rébellion croate
Mais il est confronté à des résistances et doit faire appel à Venceslas[réf. nécessaire] pour garantir sa mainmise sur le royaume de Hongrie.
Notamment, le ban Jean Horváti mène un soulèvement contre Sigismond, combattu par les troupes du palatin Miklós II Garai, qui parvient à libérer la reine Marie faite prisonnière par le ban. À partir de 1390, l'armée de Miklós Garai continue de livrer bataille aux insurgés en Croatie ainsi qu'au troupes du roi Stefan Tvrtko Ier de Bosnie.

#### La défaite de Nicopolis (1396) et ses suites
En 1396, Sigismond sollicite du pape l’organisation d’une croisade afin de repousser de la péninsule Balkanique les forces ottomanes, qui ont remporté la victoire de Kosovo Polje sur la Serbie en 1389. Nombre de chevaliers français, notamment du duché de Bourgogne, prennent part à cette croisade, qui subit une défaite sévère à la bataille de Nicopolis (1396). Le roi lui-même échappe à la capture grâce aux navires de la république de Venise[réf. nécessaire].
Lors du « Sabor sanglant de Križevci (en) » en 1397, il fait massacrer, après son retour inopiné de croisade, plusieurs seigneurs croates hostiles afin de se venger de leur « trahison ». Les Croates avaient, en effet, élu Ladislas de Naples pour lui succéder sur le trône de Croatie (en principe conjoint au trône de Hongrie).

#### La rébellion de la noblesse hongroise (1400)
Les contributions pour renforcer l'armée hongroise pesent sur la noblesse et le clergé.
En 1401, Sigismond conclut un pacte successoral avec son cousin Jobst de Moravie sans consulter les États du royaume. Une insurrection éclate et le roi est fait prisonnier par Miklós Garai au château de Siklós.
Jobst de Moravie réagit immédiatement en s'alliant avec le duc Albert IV d'Autriche. Leur armée s'avance le long de la rivière Váh et du Danube, occupant les villes (aujourd'hui slovaques) de Nagyszombat (Trnava), Bát (Bátovce) et Pozsony (Bratislava). Les désaccords au sein de la noblesse hongroise aboutissent au rétablissement du roi, le comte Herman II de Celje convainquant son gendre Miklós Garai de relâcher Sigismond.

#### Conflit avec Venceslas
L'année suivante, Sigismond, accompagné par Herman II de Celje, se présente au château de Prague pour arrêter son frère Venceslas, déposé en tant que roi des Romains par les princes-électeurs en 1400. Emmené par le duc Albert IV d'Autriche au château de Schaunberg, il réussit à s'échapper et à revenir à Prague.
Sigismond pousse alors son frère à renoncer au trône de Germanie[pas clair] en faveur de Robert du Palatinat et conclut un pacte successoral avec son beau-frère, le duc Albert IV de la maison de Habsbourg.

#### L'offensive de Ladislas de Naples (1403)
Le 5 août 1403, le roi Ladislas Ier de Naples arriva sur la côte de Zadar et, soutenu par le pape Boniface IX, fit valoir les droits de la maison d'Anjou en se faisant couronner roi de Hongrie par l'archevêque János Kanizsai. En coopération avec la noblesse, Sigismond parvint à repousser l'invasion et Ladislas dut se retirer en Dalmatie. Toutefois, il se trouva de nouveau dans une situation difficile lorsque Albert IV d'Autriche mourut en 1404 et que la tutelle de son fils mineur Albert V passa à son oncle le duc Guillaume d'Autriche, l'époux de Jeanne II de Naples, sœur du roi Ladislas.
Sigismond, à son tour, épouse en 1405 Barbe de Cilley, fille du comte Herman II, afin de demander l'assistance de la puissante famille Garai. Il mena campagne au royaume de Bosnie, sur la frontière sud de son royaume, et reversa certaines parties des territoires conquis à Herman de Celje et au prince serbe Stefan Lazarević. Néanmoins, la Dalmatie demeura perdue et revint ensuite à la république de Venise.
En 1408, Sigismond crée l'ordre du Dragon.
Il encourage la colonisation germanique.

### À la tête du Saint-Empire (1411-1437)
À la mort de Robert Ier du Saint-Empire, le 18 mai 1410, Sigismond est en compétition pour l'élection comme roi des Romains avec son demi-frère Venceslas Ier, qui n'a jamais accepté sa déposition par les princes-électeurs, dix ans auparavant, et avec son cousin Jobst de Moravie. Le 20 septembre et le 1er octobre, Sigismond et son cousin Jobst de Moravie concoururent à l'élection royale. Jobst en ressortit vainqueur, par quatre voix contre trois ; toutefois, il mourut peu de temps après dans des circonstances inexpliquées. Finalement, Sigismond fut élu roi le 21 juillet 1411. Le 31 mai 1433, à Rome, le roi de Bohême et des Romains reçoit la dignité impériale des mains du pape Eugène IV. Il lui manquait les moyens d'une politique fructueuse en matière d'une réforme impériale effective ; il décida alors de s'orienter vers la restauration de l'unité de l'Église catholique.

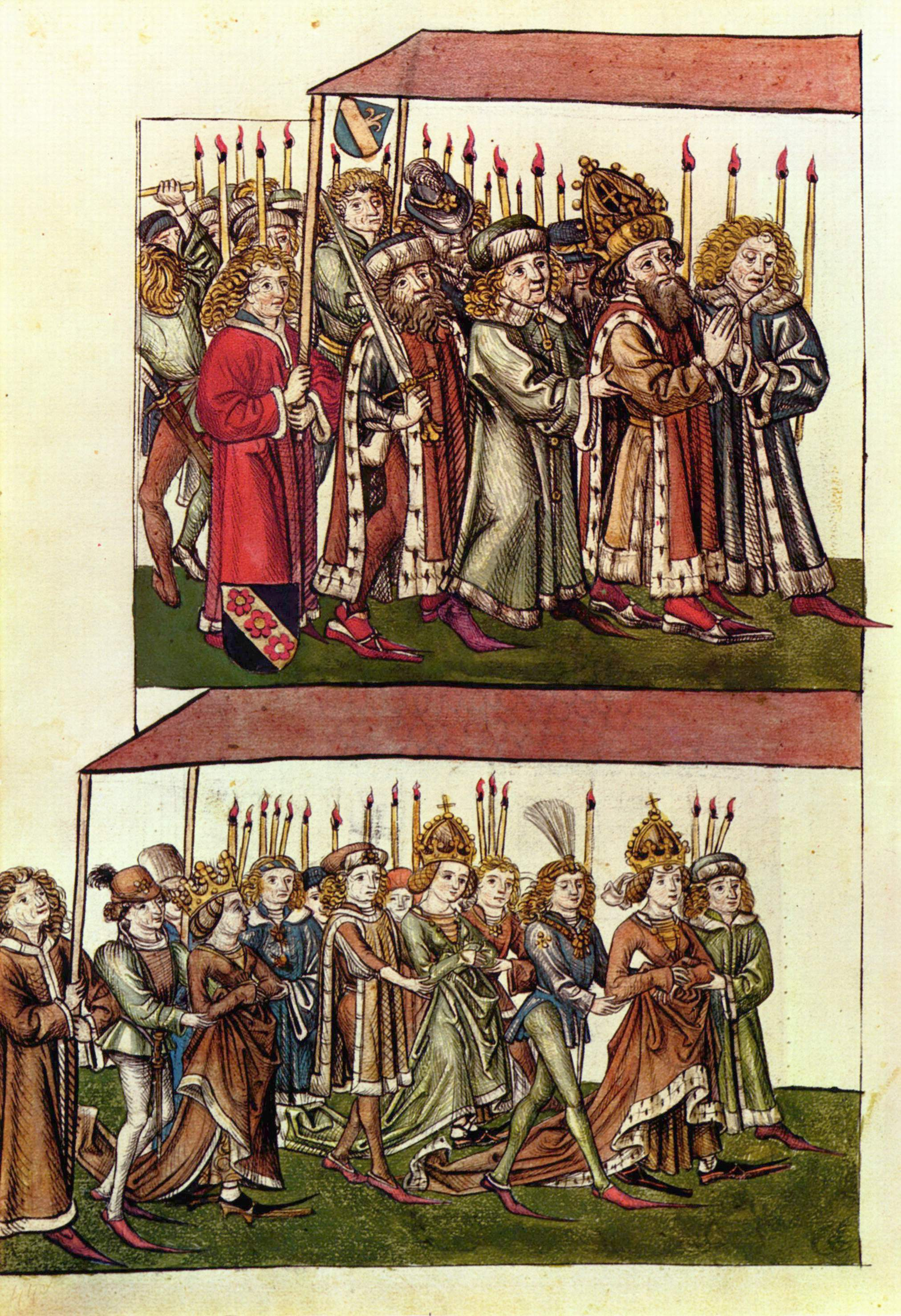
Sigismond, son épouse Barbe de Cilley, et sa fille Élisabeth lors de l'entrée dans la cathédrale de Constance (sur parchemin, vers 1440).

Pour faire mettre fin au grand schisme d'Occident, l'un des problèmes les plus graves à cette époque, Sigismond obtient du souverain pontife Jean XXIII, successeur contesté de l'élu du concile de Pise, l'antipape Alexandre V, la convocation du concile de Constance le 5 novembre 1414.
Sigismond se rend en Roussillon à la mi-septembre 1415 pour la conférence de Perpignan. Il y rencontre Ferdinand Ier d'Aragon et Benoît XIII. Il en repart le 5 novembre 1415 sans avoir réussi à convaincre Benoît XIII d'abdiquer.
Les réunions de l'assemblée se poursuivirent jusqu'au 22 avril 1418 et réunifièrent l'Église catholique romaine, dotée de trois papes. Les pères conciliaires adoptèrent le 6 avril 1415 le décret Hæc sancta rédigé par le cardinal Guillaume Fillastre, affirmant la supériorité du concile sur le pape. Dans la nuit du 20 au 21 mars déjà, Jean XXIII s'était évadé de la ville en recourant à l'aide du duc Frédéric IV d'Autriche (ce qui lui valut la mise au ban de l'Empire) ; peu tard, il fut arrêté par les forces de Louis III du Palatinat et renvoyé de ses fonctions par le concile. Grégoire XII, après avoir officiellement reconvoqué un nouveau concile par la voix de son légat le cardinal Giovanni Dominici, démissionne par procuration le 4 juillet 1415. Sigismond fit avancer ses troupes et négocia avec la couronne d'Aragon, écrasant les partisans de Benoît XIII qui refusa de se soumettre et se réfugia à Peníscola sur le Levant espagnol. Il fut destitué le 26 juillet 1417 ; néanmoins, il prolongea le Grand Schisme par l'élection de deux successeurs fictifs, car élus chacun par un seul cardinal. Finalement, le conclave procède au vote : le 17 novembre 1417, l'assemblée élargie porte au Saint-Siège le cardinal romain Oddone Colonna sous le nom de Martin V (1417-1431).
Le concile de Constance est aussi à l'origine de graves difficultés pour les Luxembourg en Bohême. Les pères conciliaires condamnent en effet comme hérétique le théologien Jan Hus, ancien recteur de l'université de Prague, qui ne reconnaissait comme source de la croyance que la seule écriture sainte de l'Ancien Testament et des Évangiles. Jan Hus fut invité à se présenter personnellement au concile et Sigismond lui accorda un sauf-conduit. Il arriva à Constance le 3 novembre 1414 et, en dépit de l'engagement du roi, fut arrêté quelques semaines plus tard. À son arrivée le 24 décembre, Sigismond se montra furieux de la violation de son engagement ; toutefois, il ne se soucia pas de sauver le détenu. La perspective de s'asseoir sur le trône de Bohême lui sembla plus important. Hus fut condamné par les clercs pour hérésie et brûlé sur un bûcher le 6 juillet 1415.
Le 30 avril 1415 à Constance, Sigismond mit en gage la marche de Brandebourg au burgrave Frédéric Ier de Brandebourg pour un montant de 400 000 florins, un pas capital dans la direction de l'ascension de la maison de Hohenzollern et de la création de l'État de Brandebourg-Prusse. C'est également lors de ce concile qu'un cardinal, corrigeant le latin de l'empereur, se vit répondre : « Je suis le roi des Romains et supérieur aux lois de la grammaire » (en latin : Ego sum rex Romanorum et super grammaticam).

### Roi de Bohême et duc de Luxembourg (1419-1437)
Roi de Bohême à partir de 1419, à la suite du décès de son demi-frère Venceslas, ce qui constitue pour Sigismond le plus grand défi de sa vie puisque, à la suite de la mort sur le bûcher de Jan Hus, les Tchèques se révoltent et commencent les guerres hussites qui durent près de 15 ans. Ce n'est qu'en 1437, l'année de sa mort, que Sigismond est accepté par la plupart des factions tchèques.
- Duc de Luxembourg à partir de 1419, en héritage de Venceslas.

#### Les guerres hussites
Le jugement de Constance et l'exécution de Jan Hus eurent par la suite des conséquences graves sur le règne de Sigismond, puisqu'ils entraînèrent le soulèvement du royaume de Bohême. À l'été 1419, également favorisée par le régime despotique de Venceslas, la situation était tellement critique que le roi dut fuir sa résidence à Prague. Venceslas décéda peu après, le 16 août ; les insurgés réfutèrent la succession de son frère Sigismond et les attaques dévastatrices contre les églises et les monastères se poursuivirent. En décembre 1419, un corps catholique subit une première défaite près de Plzeň.
Comme soutien de l'Église de Rome, Sigismond obtint l'aide du pape Martin V qui promulgua le 14 mars 1420 une croisade pour la destruction des hérétiques. À peine quelques jours plus tard, une vaste armée catholique intervient et fut battue par les hussites sous le commandement de leur chef militaire Jan Žižka à Sudoměř le 25 mars. Les troupes impériales, réunissant de nombreux princes allemands et des aventuriers attirés par le pillage venus de toute l'Europe, assiégea Prague mais l'armée hussite menée par Jan Žižka remporta une fois de plus la victoire à la bataille de la montagne Vítkov le 14 juillet. Žižka entra dans Prague en libérateur et le quartier au pied de la colline de Vítkov portera désormais son nom. Des négociations furent entreprises pour tenter de résoudre les différences religieuses.
Sigismond put tout de même se faire couronner roi de Bohême en la cathédrale Saint-Guy le 28 juillet 1420. Il gardait les châteaux de Vyšehrad et de Prague qui, s'ils dominaient la capitale, étaient isolés l'un de l'autre. Essayant de les ravitailler, Sigismond fut battu le 1er novembre. Presque toute la Bohême était sous le contrôle des rebelles. La croisades contre les hussites se mua en une guérilla qui dévasta le pays pendant des années. Sigismond bénéficia de l'appui du duc Albert V d'Autriche qui serait plus tard son successeur. Les deux passèrent un accord le 28 septembre 1421 à Pozsony, prévoyant le mariage d'Albert avec la fille de Sigismond, Élisabeth de Luxembourg, et la cession du margraviat de Moravie. En contrepartie, les forces d'Albert supportèrent le poids de la guerre. Les mercenaires de Sigismond ne purent rien faire contre le régiment dur des hussites. Seules les querelles persistantes dans le mouvement donnèrent au roi un certain répit. Mais en 1423 des pourparlers à Konopiště s'interrompirent et, au cours de l'année suivante, une réunion des autres six princes-électeurs eut lieu à Bingen pour protester contre ce qu'ils considéraient comme un abandon de la politique impériale. Grâce à une alliance avec l'électeur Frédéric Ier de Saxe, Sigismond était capable d'étouffer la révolte dans l’œuf ; et pourtant la guerre en Bohême continuait à s'étendre vers la Moravie : après la mort de Jan Žižka le 11 octobre 1424, Procope le Grand prit le commandement et demeura vainqueur. Le hussites dévastèrent les pays de la Silésie et, en novembre 1425, se dirigèrent vers le duché d'Autriche en pillant des villes et des monastères.
Durant ses dernières années, la guerre a essaima dans la Lusace, le Brandebourg, la Franconie et le Haut-Palatinat. Le 14 août 1431, l'échec lamentable des troupes du légat apostolique Giuliano Cesarini à Domažlice fit comprendre la nécessité de traiter avec les hussites. L'électeur Frédéric II de Saxe conclut une paix séparée le 23 août 1432, et le 21 septembre le comte palatin Jean de Palatinat-Neumarkt réussit à défier l'une des armées hussites. Le concile de Bâle en 1433 satisfit la demande des utraquistes sur l'eucharistie, et les Compactata de Prague assurèrent leur liberté religieuse. Le 30 mai 1434, la bataille de Lipany met pratiquement un terme aux guerres hussites : les utraquistes modérés, alliés, pour l'occasion, aux catholiques en une « ligue de Bohême », renversèrent les taborites radicaux, menés par Procope. Le 23 août 1436, au terme de 17 ans de guerre, Sigismond et son épouse Barbe de Cilley firent leur entrée dans la cité de Prague. Le mouvement hussite, qui mêle ardeur religieuse et nationalisme, est le prélude de la réforme protestante qui au siècle suivant divisera l'Église catholique.

### Dernières années

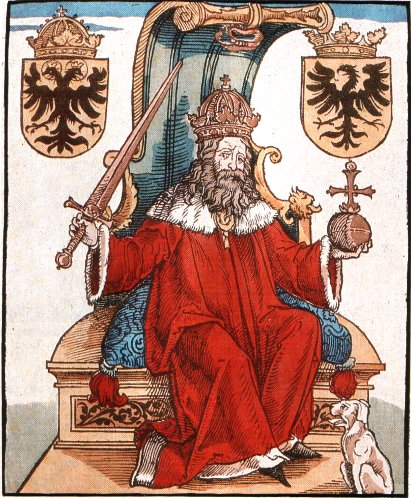
L'empereur Sigismond (gravure sur bois, 1536).

Quant aux affaires du Saint-Empire, Sigismond affrontait depuis longtemps la réticence des princes-électeurs, notamment en ce qui concerne son soutien au grand-duc Vytautas de Lituanie luttant contre l'ordre Teutonique. En 1431, le roi avait commencé une campagne en Italie pour forger une alliance contre l'expansion de la république des Venise. Ses efforts diplomatiques aboutirent à la création d'alliances avec le duc de Milan Philippe Marie Visconti, et avec Amédée VIII, duc de Savoie, ainsi qu'à la réception de la Couronne de fer de Lombardie le 25 novembre. Après un séjour involontaire de dix mois à Sienne en Florence, Sigismond fut couronné empereur par le pape Eugène IV le 31 mai 1433 à Rome. Il avait désiré avoir dans son entourage le franciscain Bernardino Albizeschi, fameux prédicateur (qui sera canonisé en 1450).
Une réglementation de la succession devrait favoriser son gendre le duc Albert V d'Autriche, contre la volonté de son épouse Barbe de Cilley qui soutenait les ambitions de Ladislas III Jagellon, roi de Pologne.

### Mort et funérailles
En 1437, Sigismond déjà très malade et Albert se rencontrent à Znaïm, où l'empereur meurt le 9 décembre. 

## Succession: Albert de Habsbourg
Albert prend sa succession en Hongrie et en Bohême.
Le 18 mars 1438, il est élu roi des Romains à Francfort.
L'idée de monarchie danubienne a été effectivement saisie par la maison de Habsbourg[pas clair].

## Mariages et descendance
le 15 novembre 1385, il épouse Marie Ire de Hongrie, qui lui apporte en dot la couronne de Hongrie. Marie meurt en 1395 sans lui laisser d'enfant.
En 1408, il épouse Barbe de Cilley (vers 1390-1451), fille du comte Hermann II de Celje, qui lui donne une fille :
- Élisabeth, épouse d'Albert II du Saint-Empire de la maison de Habsbourg.

Selon une tradition transylvanienne rapportée par Auguste de Gérando, Sigismond serait le géniteur de Jean Hunyadi ; Édouard Sayous parle d'une « légende plus qu'invraisemblable ».

## Chronologie

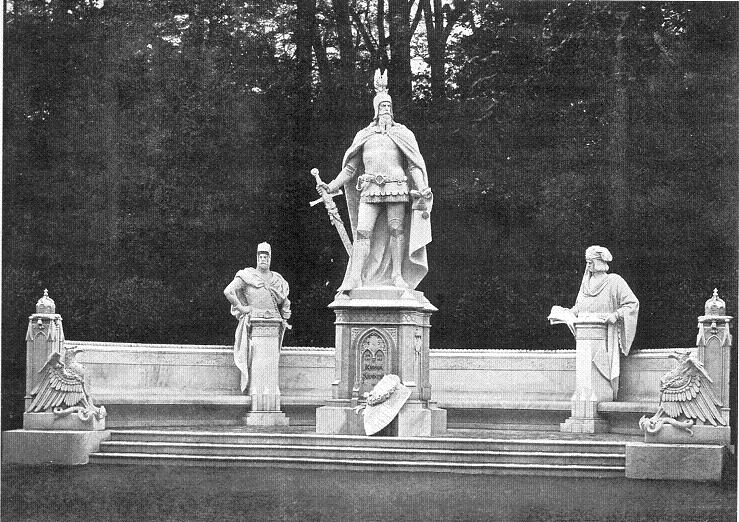
Monument de l'allée de la Victoire à Berlin, aujourd'hui disparu, à la gloire de Sigismond (sculpté par Eugen Börmel)

- 1378-1388 : margrave de Brandebourg
- 1387 : devient roi de Hongrie le 31 mars
- 1392 : première croisade contre les Turcs Ottomans
- 1394 : conquête de la Dalmatie et expédition en Moldavie
- 1395 : croisade contre les Turcs Ottomans à Nicopolis
- 1396 : fuite à la suite de la bataille de Nicopolis
- 1397 : diète impériale à Timişoara
- 1401 : retenu en otage au château de Siklós
- 1408 : expédition en Bosnie
- 1408 : fondation de l'Ordre du Dragon
- 1414-1418 : concile de Constance
- 1416 : érige en duché le comté de Savoie
- 1419-1436 : croisades contre les hussites
- 1424 : discussion en Hongrie avec l'empereur byzantin Jean VIII Paléologue
- 1428 : tente de reconquérir la Serbie aux mains des Turcs, en attaquant la forteresse de Golubac
- 1429 : signature de la paix de trois ans avec les Turcs
- 1430 : diète impériale à Straubing
- 1433-1437 : diète impériale à Bâle
- 1434 : projet de réforme de l'Empire
- 1436 : entrée dans Prague
- 1437 : diète impériale à Cheb, discussion sur la réforme de l'Empire

## Honneur
L'astéroïde (230648) Zikmund est nommé en son honneur.